# Ptiloglossa cyaniventris
Ptiloglossa cyaniventris är en biart som beskrevs av Heinrich Friese 1925. Ptiloglossa cyaniventris ingår i släktet Ptiloglossa och familjen korttungebin. Inga underarter finns listade i Catalogue of Life.